# Judenlager Tormersdorf
Das von den Nationalsozialisten in einer ehemaligen Diakonieanstalt eingerichtete und so genannte Judenlager Tormersdorf (heute in Prędocice bei Pieńsk) war ein in der Zeit des Nationalsozialismus angelegtes Internierungs- und Arbeitslager für deportierte Juden aus Schlesien, meist aus Breslau und Umgebung. Es existierte von 1941 bis 1943 und befand sich in Tormersdorf an der Neiße bei Rothenburg.

## Geschichte
Auf dem Areal des Lagers befand sich ursprünglich die Diakonieanstalt Zoar der evangelischen Brüderschaft aus Rothenburg/OL mit einem Pflegeheim für geistig behinderte Männer. 1939 musste dieses wegen seines jüdischen Namens nach der Gründerfamilie in Martinshof umbenannt werden.
Auf Anordnung der NSDAP und der Regionalbehörden Niederschlesiens wurde Tormersdorf als Standort eines Durchgangslagers für Juden, welche zuvor aus ihren bisherigen Wohnungen in Breslau vertrieben worden waren, ausgewählt. Im Mai 1941 besuchte eine Breslauer Kommission die Einrichtung, um deren Eignung zur Aufnahme von Bewohnern des Beathe-Guttmann-Altenheimes zu prüfen. Nach Zustimmung dieser Kommission – bezogen auf den Standort – wurden die bisherigen ca. 100 bis 120 Heimbewohner am 17./19. Juni 1941 zur Klinik Pirna-Sonnenstein verbracht und dort im Rahmen des nationalsozialistischen Euthanasieprogramms in einer Gaskammer ermordet. Das Tormersdorfer Heim wurde beschlagnahmt und in ein Internierungslager umgewandelt. Am 8. Juli 1941 trafen hier die ersten 130 Breslauer Juden ein.
Es gibt Schätzungen, dass zeitweise bis zu 700 Menschen im Tormersdorfer Lager untergebracht waren. Die meisten stammten aus Breslau und Umgebung, aber auch aus anderen schlesischen Städten wie Görlitz, Glogau und Lauban. Diese wurden als Zwangsarbeiter in verschiedenen Unternehmen der Umgebung bzw. für „kriegswichtige Arbeiten“, z. B. im Straßen- oder Deichbau, eingesetzt. Beschäftigt waren jüdische Häftlinge u. a. im Sägewerk Müller & Söhne in Rothenburg sowie in der Firma Christoph & Unmack in Niesky.
Die Verwaltung des Lagers oblag der Gestapo, deren Weisungen vor Ort von zwei Diakonen der evangelischen Gemeinschaft sowie einem „Judenältesten“ mit Namen Saul aus Breslau umgesetzt werden mussten. Obwohl sich die Unterkünfte in einem schlechten Zustand befanden und es weder fließendes Wasser noch ausreichende Sanitäranlagen gab, mussten die hier untergebrachten Juden für ihren Aufenthalt 125 Reichsmark im Monat bezahlen. Kontakt zur einheimischen Bevölkerung war verboten.
Zeitzeugen berichten über dieses Lager:

„Die von der Deportation betroffenen Görlitzer Juden wurden in überbelegten Möbelwagen, nur mit dem Notwendigsten versehen, in die ehemalige Pflegeanstalt gebracht, die inzwischen zum Zwangsarbeitslager ausgebaut worden war. Infolge der Überbelegung wurde es in den Gebäuden so eng, daß mehrere Familien in einem Zimmer wohnen mußten.“

Aufgrund der mangelhaften Versorgung und der katastrophalen Lebensbedingungen sowie der Tatsache, dass viele Bewohner bereits das 70. Lebensjahr überschritten hatten, verstarben 26 jüdische Breslauer in diesem Lager. Morde und Hinrichtungen sind nicht belegt. Anfangs wurden die Toten in einfachen Holzsärgen beigesetzt, bevor die Bestattung in Särgen ganz verboten wurde. Als Begräbnisplatz diente der Friedhof der Diakonie in Tormersdorf bzw. ein privates Grundstück. Die Aufstellung von Grabsteinen wurde von der Gestapo untersagt.
Am 27. Juli 1942 begann die Auflösung des Judenlagers Tormersdorf. Die verbliebenen arbeitsfähigen Juden wurden ins Konzentrationslager Auschwitz oder ins Konzentrationslager Theresienstadt verbracht. Die übrigen Bewohner kamen in das KZ Majdanek bei Lublin. Nach Abschluss der Deportation wurde das „Judenlager Tormersdorf“ aufgelöst.

## Relikte
Da der Ort Tormersdorf und auch das ehemalige Diakonieheim in den letzten Kriegstagen völlig zerstört wurden, sind nur noch wenige Spuren aus dieser Zeit auffindbar. In der Nähe des Denkmals für die Gefallenen des Zweiten Weltkriegs sind noch einige Grabsteine und -kreuze des Dorffriedhofes zu finden. Hinweise auf jüdische Grabstellen gibt es jedoch nicht. Auch von den ehemaligen Gebäuden sind nur spärliche Reste erhalten.